# Crise oculogírica
Crise oculogírica (abreviada na literatura como OGC, do inglês oculogyric crisis), ou crise oculógira, é uma reação distônica para certas drogas ou condições médicas caracterizadas por um desvio prolongado involuntário acima dos olhos. O termo "oculogírico" refere-se à elevação bilateral do olhar, mas diversas outras respostas estão associadas à crise. Epilepsia pode se manifestar como convulsões oculogíricas, também chamadas de convulsões versivas.